# Satyrium pallens
Satyrium pallens är en orkidéart som beskrevs av S.D.Johnson och Hubert Kurzweil. Satyrium pallens ingår i släktet Satyrium och familjen orkidéer. Inga underarter finns listade i Catalogue of Life.